# Igreja Matriz Nossa Senhora do Carmo
A Igreja Matriz Nossa Senhora do Carmo, é um templo católico localizado no município de Carmo do Cajuru no Centro-Oeste de Minas Gerais, no Brasil.
Situada na Praça Vigário José Alexandre, foi construída entre 1906 e 1912 e possui estilo neogótico e uma torre de 52,88 metros de altura. Foi tombada como patrimônio cultural.